# Normichthys operosus
Normichthys operosus är en fiskart som beskrevs av Parr, 1951. Normichthys operosus ingår i släktet Normichthys och familjen Platytroctidae. Inga underarter finns listade i Catalogue of Life.